# Sumber Rejo (Belitang II)
Sumber Rejo is een bestuurslaag in het regentschap Ogan Komering Ulu van de provincie Zuid-Sumatra, Indonesië. Sumber Rejo telt 681 inwoners (volkstelling 2010).